# 康丁法拉斯
馬里奧·福爾蒂諾·阿方索·莫雷諾·雷耶斯（1911年8月12日—1993年4月20日），藝名康丁法拉斯（Cantinflas，西班牙語發音：[kanˈtiɱflas]），是墨西哥喜劇演員、演員及電影製作人。他被認為是墨西哥最傑出的喜劇演員，在拉丁美洲與西班牙廣為人知。
他的幽默風格融合了墨西哥語言的語調、詞彙與句法特色，深受所有西語國家觀眾喜愛。其獨特表演方式甚至衍生出多個以藝名為基礎的西班牙語詞彙，如：cantinflear（康丁法拉斯式胡言）、cantinflada（康丁法拉斯式笑話）、cantinflesco（康丁法拉斯風格）等。
他常飾演出身貧寒的pelado（底層農民或城市貧民）。這類角色助他建立橫跨數十年的成功電影生涯，包括進軍好萊塢。查理·卓別林曾盛讚他是「在世最偉大的喜劇演員」，莫雷諾亦被稱為「墨西哥的卓別林」
對國際觀眾而言，他最著名的演出是在奧斯卡獲獎電影《環遊世界八十天》中與大衛·尼文搭檔，並憑此角色獲得金球獎最佳音樂及喜劇類電影男主角。
作為墨西哥電影先驅，莫雷諾推動了其黃金時代的到來。除了商業成就，他也涉足墨西哥複雜的工會政治。他作為工人階級代言人的聲譽為其行動賦予真實性，並在早期反對革命制度黨控制工會的「charrismo」運動中發揮重要作用。
此外，其標誌角色「康丁法拉斯」（與他本人形象深度交融）受到媒體評論家、哲學家與語言學家的分析，觀點多元：有人視其為墨西哥社會的威脅、資產階級傀儡，也有人認為他是語言創新者或底層反抗者的象徵。

## 外部連結
- 官方网站
- 康丁法拉斯在互联网电影资料库（IMDb）上的資料（英文）
- 康丁法拉斯在豆瓣上的资料（简体中文）
- TCM电影资料库上康丁法拉斯的资料（英文）
- 墨西哥理工學院墨西哥電影檔案館康丁法拉斯專頁 （西班牙語）（存檔於2011年9月25日）
- 康丁法拉斯粉絲網站 （页面存档备份，存于） （西班牙語）
- 傳記電影《康丁法拉斯》官方臉書專頁 （页面存档备份，存于） （西班牙語）
- 傳記電影《康丁法拉斯》官網存檔 （西班牙語）（存檔於2013年12月16日）
- 谷歌塗鴉：康丁法拉斯107歲誕辰紀念 （页面存档备份，存于）